# Densité minérale osseuse
Pour les articles homonymes, voir DMO.

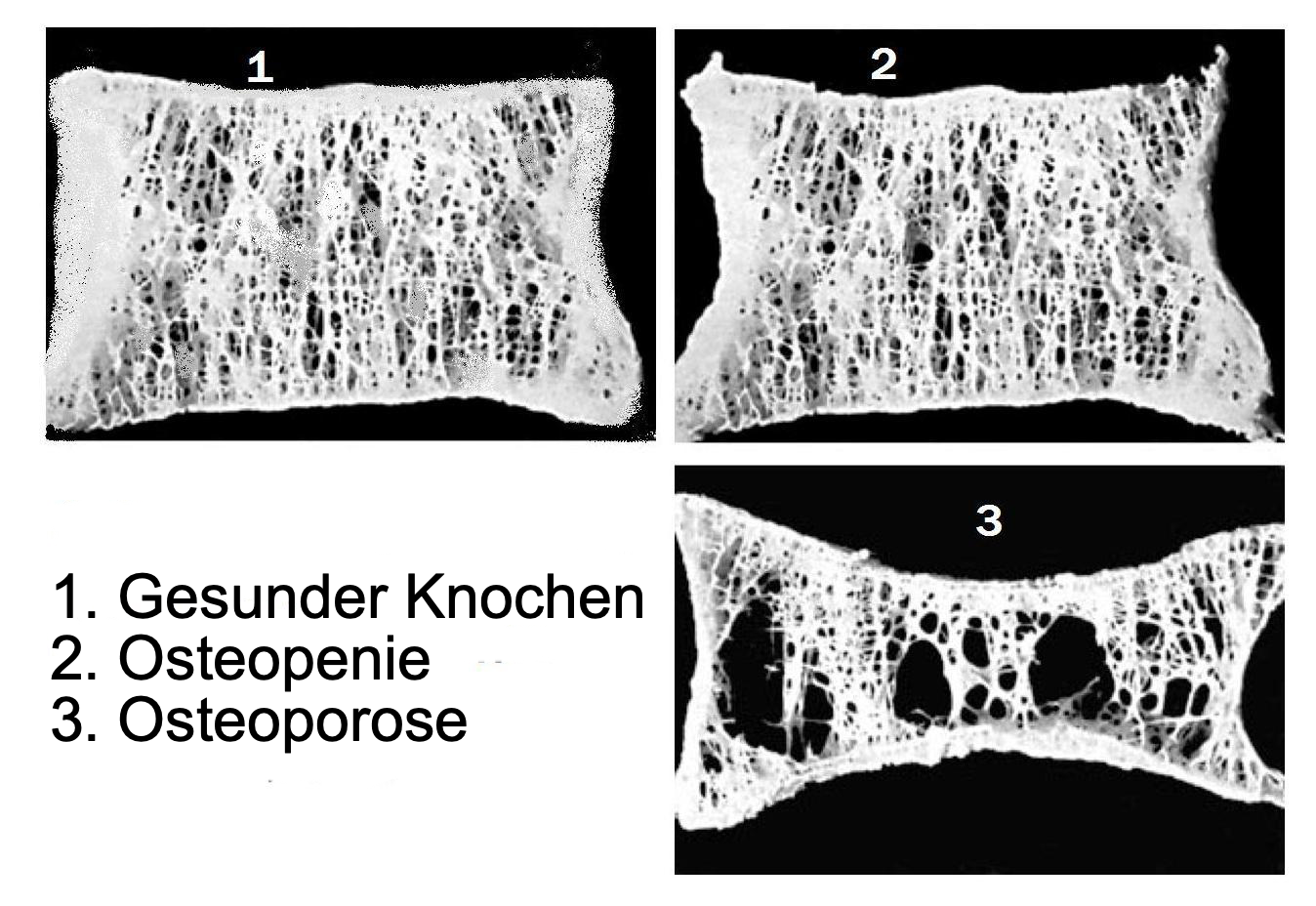
Vertèbres de densité minérale osseuse variables. En 1), une vertèbre de DMO normale. En 2), une vertèbre ostéopénique. En 3), une vertèbre ostéoporotique.

La densité minérale osseuse (ou DMO) correspond à la quantité de calcium dans un volume donné de matière osseuse. Cette mesure permet notamment d'évaluer le risque de fracture d'un os dans le cadre de maladies comme l'ostéoporose. Elle est exprimée en g/cm2.